# Bobo Doll Study
Als Bobo doll study bezeichnet man Experimente des Psychologen Albert Bandura. Sie gehören zu seinen wichtigsten Studien des Beobachtungslernens oder Modell-Lernens. Ein besonders bekanntes Experiment aus dieser Serie, das auch als Rocky-Experiment bekannt ist, wird im Folgenden beschrieben. Es existieren jedoch noch weitere Studien zum selben Themenkomplex.

## Ablauf der Studie von Bandura (1963)
Das Alter der Teilnehmenden lag zwischen 35 und 69 Monaten, das mittlere Alter war 52 Monate. Davon waren 48 Kinder Jungen und 48 Mädchen. Ihnen wurde ein Film vorgeführt, der eine erwachsene Person namens „Rocky“ in einem Raum mit mehreren Gegenständen zeigte, wobei die Person sich gegenüber einer großen Plastikpuppe namens „Bobo“ aggressiv verhält: Die Puppe wurde geschlagen, getreten, zu Boden geworfen und beschimpft, teilweise auch mit Wortneuschöpfungen.
Der Film endete in drei verschiedenen Varianten. Den Kindern wurde jeweils eine Fassung davon gezeigt, wodurch drei randomisierte Versuchsgruppen von Teilnehmern gebildet wurden. Jeweils die Hälfte der Versuchsgruppe bekam das optionale Ende zu sehen.
1. Am Ende tritt eine zweite Person hinzu, die „Rocky“ für sein Verhalten lobt und ihn mit Süßigkeiten belohnt.
2. Am Ende kommt ebenfalls die andere Person hinzu, tadelt jedoch „Rocky“ und bestraft ihn mit Schlägen und Drohungen.
3. Das Geschehen bleibt unkommentiert, keine weitere Person tritt auf.

Direkt im Anschluss wurden die Kinder – einzeln – in einen Raum mit den gleichen Gegenständen geführt. Die Kinder spielten mit den verschiedenen Gegenständen, ahmten aber auch das aggressive Verhalten Rockys gegenüber Bobo nach (auch mit den Wortneuschöpfungen). Die Bereitschaft zur Aggressivität war bei den unterschiedlichen Gruppen verschieden ausgeprägt. Nach Ansporn und Belohnung zeigten die Kinder einen deutlichen Anstieg der Gewaltbereitschaft. Besonders die Jungen zeigten vermehrt aggressives Verhalten gegenüber der Puppe nach der Belohnung. Die Kinder, die zuvor die Bestrafung Rockys gesehen hatten, waren deutlich weniger aggressiv, zeigten jedoch nach Aufforderung zur Gewalt vergleichbare Aggressivität. Die Gruppe mit dem neutralen Ende zeigte ein ähnlich aggressives Verhalten wie die Gruppe, der das Lob gezeigt wurde.
Anschließend wurde den Kindern für jede gesehene Handlung, an die sie sich erinnern und die sie nachahmen konnten, eine Belohnung in Aussicht gestellt. Das verstärkte bei allen drei Gruppen die Nachahmungsrate, wobei die Gruppe, die Rockys Bestrafung verfolgen konnte, die anderen beiden Gruppen noch übertraf.

## Fazit
Albert Bandura schloss daraus, dass die Kinder das Vorbild-Verhalten gleichermaßen erlernt haben. Es besteht allerdings kein Unterschied zwischen den erfahrenen Konsequenzen und der erzeugten kognitiven Repräsentation. Weiter zeigte sich ein Unterschied zwischen Erwerb (Akquisition oder Kompetenz) und Ausführung (Performanz) des beobachteten Verhaltens.